# Uche Edochie
Uche Edochie (Nigèria, 1975) és diplomat per l'Institut de Belles Arts de la Universitat de Nsukka, Nigèria. La seva pràctica artística inclou la pintura, el dibuix, la fotografia, les arts de l'espectacle i les instal·lacions.
Fins ara ha presentat quatre exposicions personals i ha participat en una quinzena de col·lectives a Nigèria, París, Londres i els Estats Units. Pel seu projecte al CCCB va decidir reduir el tema a la seva expressió més simple tot privilegiant un cert laconisme. Aquesta elecció no és pas aliena a l'essència de l'Uli, forma tradicional d'art corporal i mural originària de Nigèria oriental, una celebració del minimalisme en estat pur.